# Claudio Salto
Claudio Gabriel Salto (sinh ngày 4 tháng 1 năm 1995) là một cầu thủ bóng đá người Argentina thi đấu cho Freamunde theo dạng cho mượn từ River Plate.

## Sự nghiệp câu lạc bộ
Anh ra mắt chuyên nghiệp tại Giải bóng đá ngoại hạng Argentina cho River Plate vào ngày 15 tháng 10 năm 2015 trong trận đấu trước Defensa y Justicia.